# Colorado Midland Railway
Le Colorado Midland Railway (sigle de l'AAR: CM), était un chemin de fer américain de classe I qui fut créé en 1883. Il fut le premier chemin de fer à écartement standard à franchir la ligne continentale de séparation des eaux dans le Colorado grâce à l'Hagerman Tunnel. Traversant les Rocheuses, il reliait Colorado Springs à Grand Junction via Leadville, avec un embranchement vers Aspen. Il fut successivement contrôlé par les compagnies Santa Fe et Rio Grande. La compagnie financièrement à bout, et en compétition avec le Rio Grande fut la première des grandes compagnies de classe I à cesser ses opérations dès 1918 après 35 ans de service.

## Histoire
Le Colorado Midland Railway fut créé le 23 novembre 1883 pour relier Colorado Springs à Aspen où se trouvaient des mines d'argent. John J Hagerman prit le contrôle de la compagnie en juin 1885. En 1886, il était prévu de lancer la construction à partir de Leadville, mais face aux coûts élevés réclamés par le Rio Grande pour le transport des matériaux de construction, Hagerman décida de partir de Colorado Springs en direction de Ute Pass et de Leadville. Dans le même temps, il lança les travaux de percement de l'Hagerman Tunnel (3 514 m) près du col d'Hagerman Pass (3 635 m), à l'ouest de Leadville entre le Turquoise Lake et l'Ivanhoe Lake. La "High Line" avec son tunnel de  659 m qui franchissait la ligne de séparation des eaux, fut ouverte le 30 août 1887. La même année, la ligne fut achevée vers Glenwood Springs ainsi que l'embranchement vers Aspen. Mais son concurrent, le Denver and Rio Grande Railroad, parvint à relier Aspen 1 semaine plus tôt.
Pour traverser le Colorado, la compagnie réussit la prouesse de franchir trois sommets : à Hayden Divide (à l'ouest de Colorado Springs), à Trout Creek Pass, et à Hagerman Pass. Le Colorado Midland sut s'affranchir du problème posé par la topographie, mais il fut incapable de résoudre seul celui posé par son terminus de Grand Junction qui ne permettait qu'une connexion avec son rival le Rio Grande, alors que s'il avait prolongé sa ligne jusqu'à Ogden, Utah, il aurait pu être en correspondance avec l'Union Pacific Railroad et le Southern Pacific Railroad.
L'exploitation de la « High Line » était ingrate et les accidents fréquents. Le déneigement en hiver grevait sérieusement les revenus. Il était évident que la compagnie connaitrait des difficultés financières dans un avenir proche. C'est pourquoi en 1888, la compagnie lança des études pour un nouveau tunnel de 1 189 m entre Busk et l'Ivanhoe Lake qui serait percé 183 m plus bas.

### Le Santa Fe et le Colorado Midland Railroad
En 1890, Hagerman vendit le Colorado Midland Railway à l'Atchison, Topeka and Santa Fe Railway qui le rebaptisa Colorado Midland Railroad. Le Santa Fe décida de lancer le percement du Busk - Ivanhoe Tunnel. Faute d'argent, le chantier fut confié à une compagnie indépendante appelée Busk Tunnel Railway qui prévoyait de louer le tunnel au Colorado Midland. Pour faciliter l'exploitation, la construction du contournement de Leadville, d'une longueur de 11 km avec une rampe plus douce, fut confié à l'Aspen Shortline Railway, car la santé financière du Colorado Midland n'inspirait aucune confiance.
Le premier train emprunta le nouveau tunnel en 1893. Cette même année, un arrangement fut trouvé avec le Rio Grande pour construire une ligne commune jusqu'à Grand Junction et permettre une connexion vers Salt Lake City et Ogden. Il y avait plusieurs raisons à la création de cette compagnie commune baptisée Rio Grande Junction Railway, dont l'une était l'étroitesse du canyon qu'il fallait emprunter. Le 23 décembre 1893, le Santa Fe et sa filiale Colorado Midland furent placés en redressement judiciaire. En 1895, un administrateur judiciaire fut attribué spécifiquement au Colorado Midland.

### Le Rio Grande et le Colorado Midland Railway
En 1897, la compagnie fut réorganisée sous le nom de Colorado Midland Railway, à l'exclusion singulière du Busk Tunnel Railway (exploitant du Busk – Ivanhoe Tunnel).
Les rails de la vieille « High Line » via le Hagerman Tunnel furent remis en état, et les trains reprirent le service. Mais l'hiver 1899 fut particulièrement rigoureux et démontra combien le choix de la highline avait été désastreux: l'Hagerman Pass fut fermé 78 jours d'affilée à cause du blizzard, les fraises de déneigement se bloquaient, un train chargé de bétails fut immobilisé dans la neige  provoquant la mort de tous les animaux, et des vies humaines furent perdues en voulant lutter contre la neige.
Avant la fin de l'année, la compagnie accepta sa défaite et racheta le Busk Ivanhoe Tunnel et déposa les rails de la Highline. Mais cette charge financière eut raison du Colorado Midland. En 1900, le Denver and Rio Grande et le Colorado and Southern Railway prirent chacun 50 % du Colorado Midland. Le Rio Grande qui avait plus de trafic qu'il ne pouvait écouler sur sa ligne, fut ravi de pouvoir se délester sur le réseau du Colorado Midland. En 1908, le Colorado and Southern fut racheté par le Chicago, Burlington and Quincy Railroad (CB&Q). En 1914, le Rio Grande racheta les 25 % que le Colorado Midland détenait dans le Rio Grande Junction Railway, ce qui lui permit de contrôler une ligne ininterrompue vers l'ouest.
La majorité du trafic restant sur le Colorado Midland provenait des mines d'argent de la région de Cripple Creek, et des mines de charbon de Glenwood Springs. Lorsque le cours de l'argent s'effondra au début des années 1900, la banqueroute du Colorado Midland fut inévitable, et il fut à nouveau placé en redressement judiciaire en 1912.

### Le Colorado Midland Railroad
Le Colorado Midland fit banqueroute le 21 avril 1917, et fut vendu aux enchères à  Albert E. Carlton de Colorado Springs, qui le rebaptisa à nouveau Colorado Midland Railroad. Lors de cette opération, le Colorado and Southern et le Rio Grande perdirent tous leurs investissements. Cependant, le Rio Grande conservait toujours sa ligne directe vers Grand Junction.
Malheureusement, les projets de Carlton furent ruinés par l'entrée en guerre des États-Unis. En 1918, l'USRA décida que pour optimiser l'effort de guerre, tout le trafic marchandise devait transiter sur le Rio Grande, et que les rails du Colorado Midland devaient être arrachés et envoyés en France. Ce dernier ordre ne fut pas suivi. Un dernier train spécial circula en 1919 pour tenter de montrer l'intérêt de la ligne, mais cela ne déboucha sur rien et le Colorado Midland fut dissous en 1921.
Ce fut à l'époque la plus grande démolition de ligne de chemin de fer de tous les États-Unis.

## L'équipement
Au moment de sa construction, le Midland faisait partie des compagnies les mieux équipées des États-Unis. Dix des locomotives qu'il acheta entre 1886 et 1887 (des Classe 115 de type 2-8-0) comptaient parmi les plus grosses et les plus puissantes Consolidations du pays. Le manque de capitaux milita contre le remplacement des machines. La plupart des locomotives achetées durant la première décennie de son existence, étaient toujours en service lorsqu'il stoppa son activité en 1918. Le Midland acheta ses dernières Consolidations de Classe 175 en 1907.

## Les vestiges

### Le Busk – Ivanhoe Tunnel
Après la destruction de la ligne, le Busk – Ivanhoe Tunnel commença une nouvelle carrière comme tunnel routier sous le nom de Carlton Tunnel. Comme il était très étroit, il ne laissait passer qu'une route à une voie (HWY 105), dont le sens changeait toutes les 30 min. La circulation prit fin en 1945 lorsque le tunnel s'effondra. Il fut racheté en 1957 par une compagnie des eaux qui le restaura pour 500 000 $. Il achemine désormais de l'eau.

### Le Ute Pass
Situé à l'ouest de Colorado Springs, près de Cascade, l'Ute Pass est le col le plus accessible. De nombreux petits tunnels sont encore visibles.

### L'Hagerman Pass
Pour retrouver ce passage, il faut partir de Leadville en direction de l'ouest sur la Turquoise View Road, puis prendre la Forest Road FR 105. Lorsque celle-ci se sépare en 2, il faut suivre le chemin le plus au sud jusqu'à Busk Creek où la route s'arrête. L'entrée du Busk – Ivanhoe Tunnel se trouve à proximité. Des pointillés indiquent le chemin pédestre qui suit l'ancienne ligne. Le FR 105 continue de l'autre côté vers Basalt et Carbondale, où il retrouve la HWY 133.

### Le Hagerman Tunnel
Accessible uniquement en tout terrain ou à pied, l'entrée du tunnel n'est pas facile à trouver à cause des éboulements. Il est impraticable car rempli d'eau.

### sources
- Abbott, Dan, & Ronzio, Richard A. (1989). Colorado Midland Railway: Daylight through the divide. Denver, CO: Sundance Books.  (ISBN 091358245X)
- « History of the Colorado Midland Railway »